# Osmá vláda Davida Ben Guriona
Osmá vláda Davida Ben Guriona byla sestavena Davidem Ben Gurionem 2. listopadu 1961 po srpnových volbách. Ačkoli byl premiérem jmenován David Ben Gurion, vládu ve skutečnosti sestavil ministr financí Levi Eškol. Ben Gurion 7. září oznámil prezidentu Jicchaku Ben Cvimu, že není schopen sestavit vládu; 14. září Ben Cvi požádal Eškola o sestavení vlády, přičemž Eškol následně oznámil, že tak učiní s Ben Gurionem. Tato vláda byla poslední vládou, kterou vedl Ben Gurion.
Koalici tvořily strany Mapaj, Národní náboženská strana, Achdut ha-avoda, Po'alej Agudat Jisra'el, Šituf ve-achva a Pokrok a rozvoj. Náměstci ministrů byli jmenováni čtyři dny po jmenování vlády.
Vláda se rozpadla 16. června 1963, kdy Ben Gurion podal demisi „z osobních důvodů“. Ve skutečnosti mu však vadil nedostatek podpory ze strany svých kolegů.

## Členové vlády
| Vláda                                | Vláda                                        | Vláda                     |
| Úřad                                 | Člen vlády                                   | Politická strana          |
| ------------------------------------ | -------------------------------------------- | ------------------------- |
| Předseda vlády                       | David Ben Gurion                             | Mapaj                     |
| Ministr zemědělství                  | Moše Dajan                                   | Mapaj                     |
| Ministr obrany                       | David Ben Gurion                             | Mapaj                     |
| Ministr rozvoje                      | Giora Joseftal (do 23. srpna 1962)           | Mapaj                     |
| Ministr rozvoje                      | Josef Almogi (od 30. října 1962)             | Mapaj                     |
| Ministr školství a kultury           | Abba Eban                                    | Mapaj                     |
| Ministr financí                      | Levi Eškol                                   | Mapaj                     |
| Ministryně zahraničních věcí         | Golda Meirová                                | Mapaj                     |
| Ministr zdravotnictví                | Chajim-Moše Šapira                           | Národní náboženská strana |
| Ministr bydlení                      | Giora Joseftal (do 23. srpna 1962)           | Mapaj                     |
| Ministr bydlení                      | Josef Almogi (od 30. října 1962)             | Mapaj                     |
| Ministr vnitra                       | Chajim-Moše Šapira                           | Národní náboženská strana |
| Ministr spravedlnosti                | Dov Josef                                    | Nebyl členem Knesetu      |
| Ministr práce                        | Jig'al Alon                                  | Mapaj                     |
| Ministr policie                      | Bechor-Šalom Šitrit                          | Mapaj                     |
| Ministr pro poštovní služby          | Elijahu Sason                                | Nebyl členem Knesetu      |
| Ministr náboženství                  | Zerach Warhaftig                             | Národní náboženská strana |
| Ministr obchodu a průmyslu           | Pinchas Sapir                                | Mapaj                     |
| Ministr dopravy                      | Jicchak Ben Aharon (do 28. května 1962)      | Achdut ha-avoda           |
| Ministr dopravy                      | Jisra'el Bar Jehuda (od 28. května 1962)     | Achdut ha-avoda           |
| Ministr sociální péče                | Josef Burg                                   | Národní náboženská strana |
| Ministr bez portfeje                 | Josef Almogi (do 30. října 1962)             | Mapaj                     |
| Náměstek ministra obrany             | Šimon Peres                                  | Mapaj                     |
| Náměstek ministra školství a kultury | Ami Asaf (do 17. května 1963)                | Mapaj                     |
| Náměstek ministra školství a kultury | Kalman Kahana (od 29. listopadu 1961)        | Po'alej Agudat Jisra'el   |
| Náměstek ministra financí            | Jicchak Koren (od 30. května 1962)           | Mapaj                     |
| Náměstek ministra zdravotnictví      | Jicchak Rafa'el                              | Národní náboženská strana |
| Náměstek ministra vnitra             | Šlomo Jisra'el Ben Me'ir (od 18. února 1962) | Národní náboženská strana |